# Скшинка (Мисленицький повіт)
Скшинка (пол. Skrzynka) — село в Польщі, у гміні Добчиці Мисленицького повіту Малопольського воєводства.
Населення — 655 осіб (2011).
У 1975-1998 роках село належало до Краківського воєводства.

## Демографія
Демографічна структура станом на 31 березня 2011 року:
|          | Загалом | Допрацездатний вік | Працездатний вік | Постпрацездатний вік |
| -------- | ------- | ------------------ | ---------------- | -------------------- |
| Чоловіки | 328     | 92                 | 216              | 20                   |
| Жінки    | 327     | 78                 | 193              | 56                   |
| Разом    | 655     | 170                | 409              | 76                   |